# پلاو آم زی
شهر پلاو آم زی (به آلمانی: Plau am See) در ایالت مکلنبورگ-فورپومن در کشور آلمان واقع شده‌است.

## نگارخانه

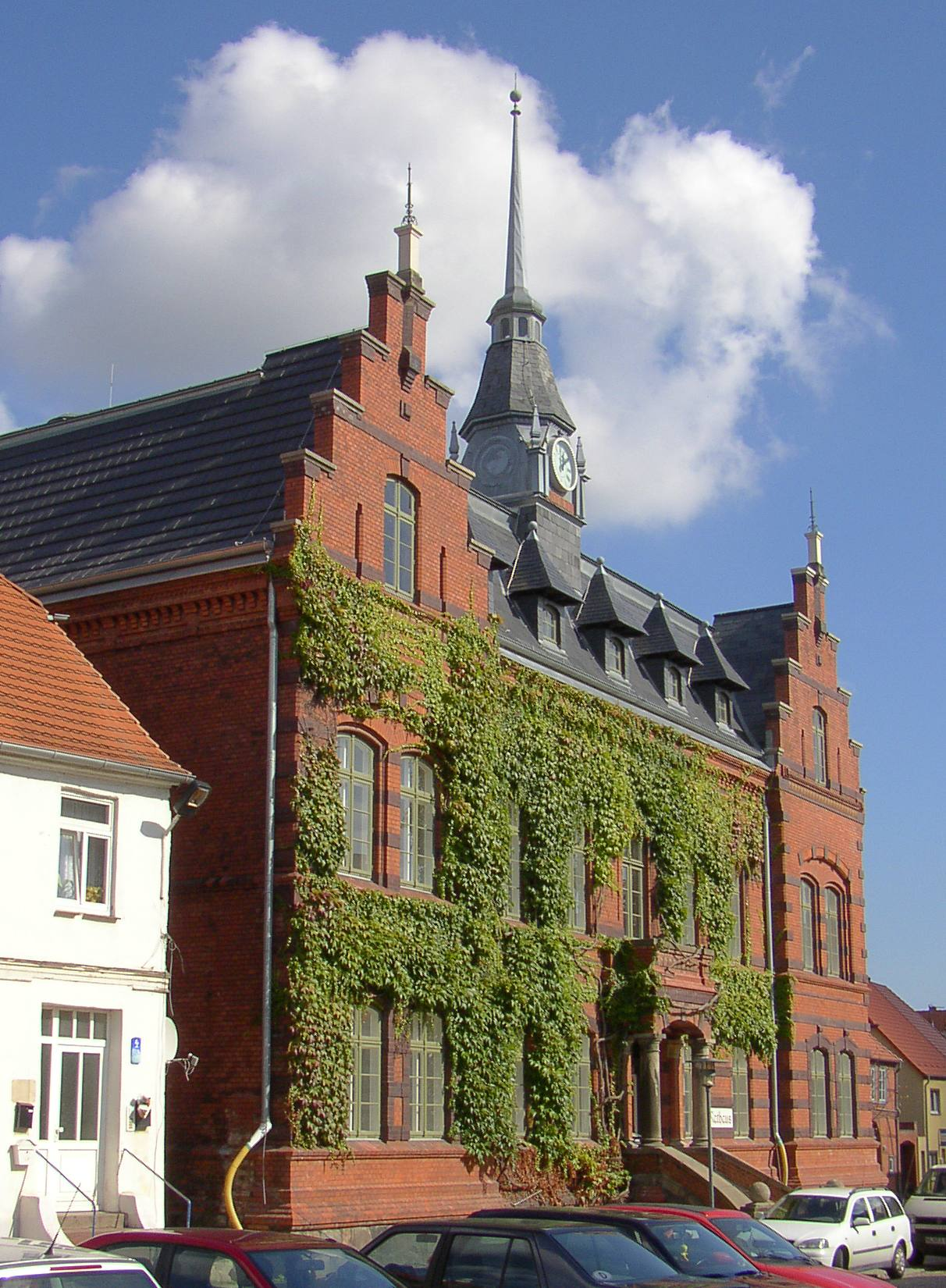
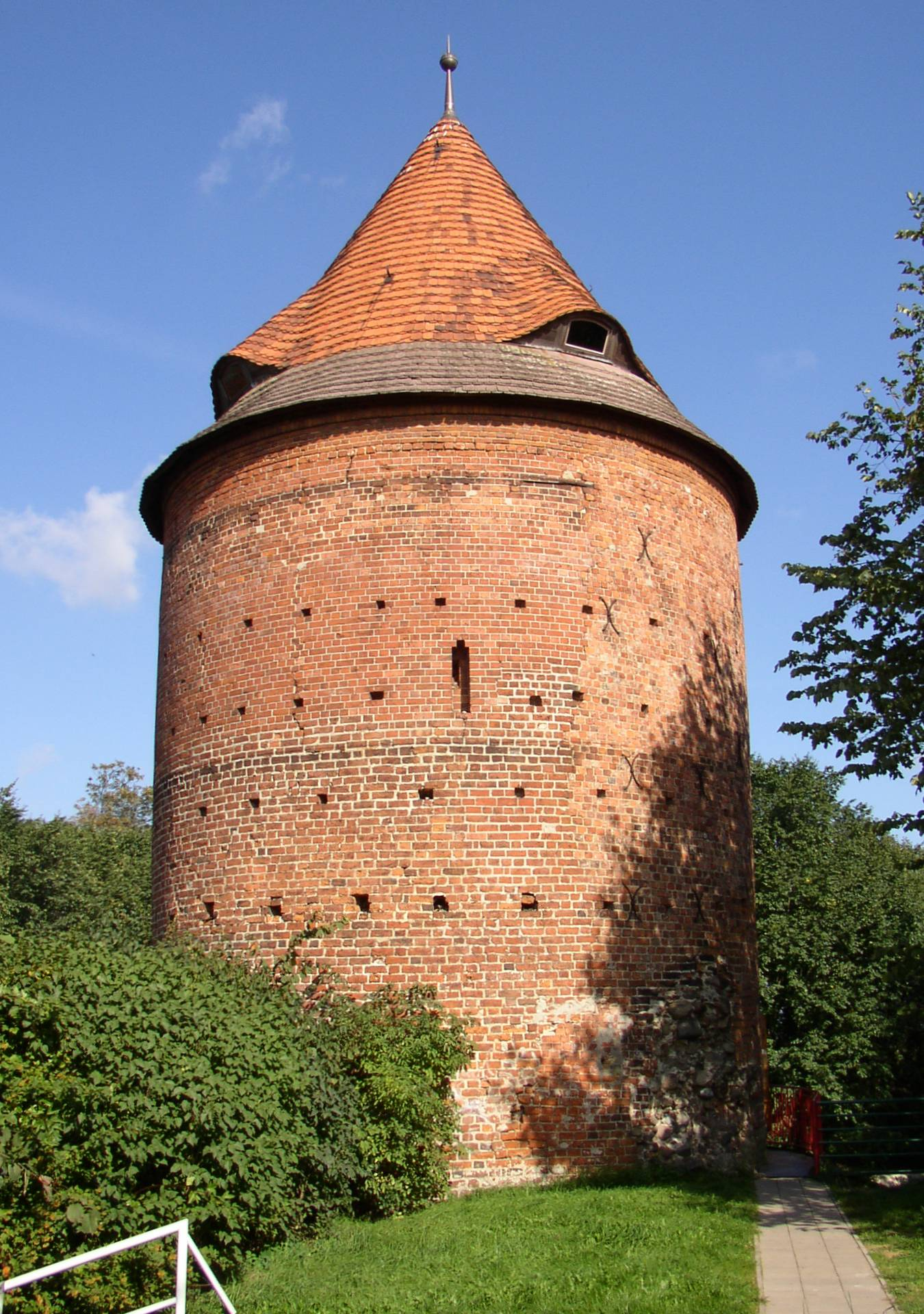
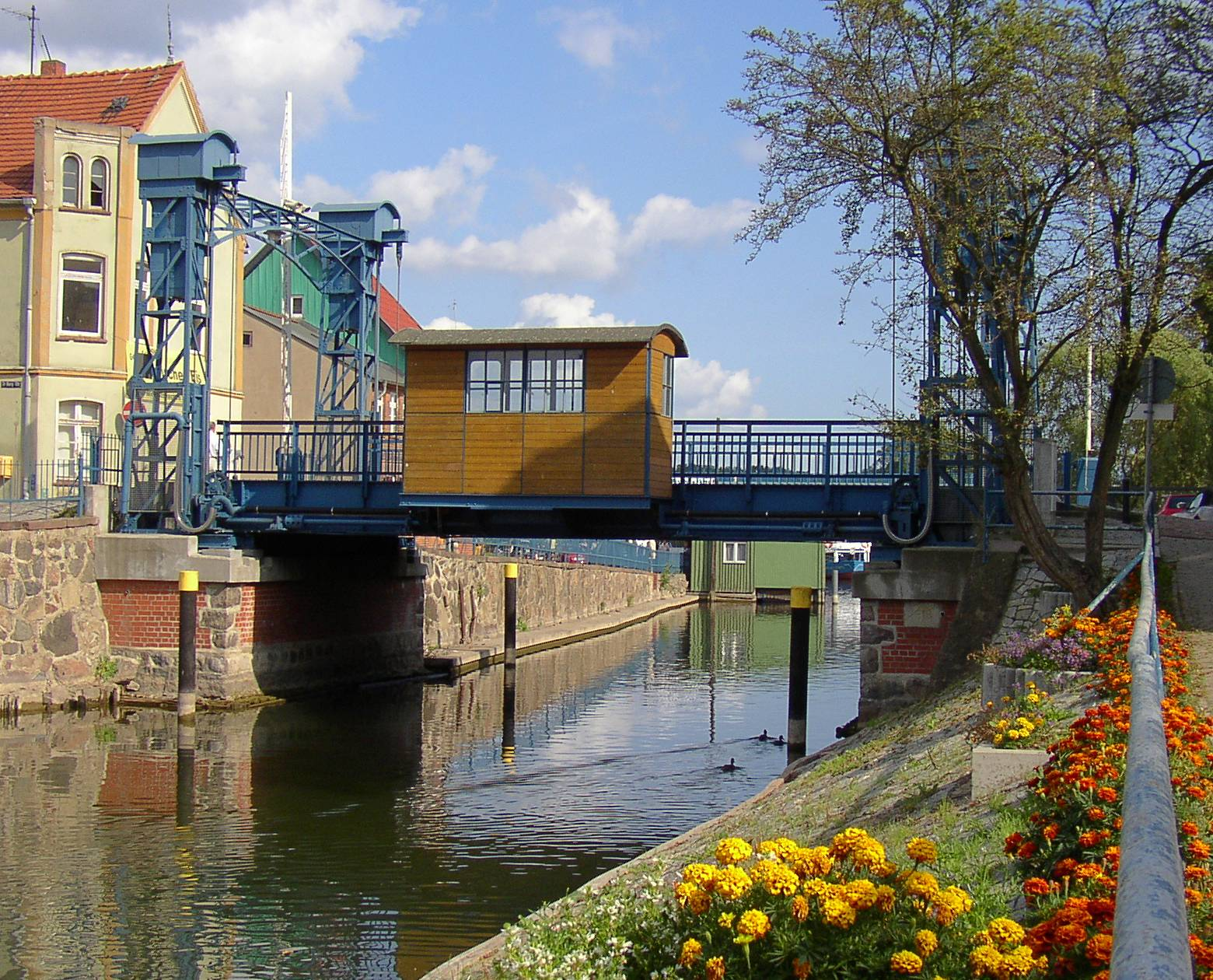